# Protanita
Protanita is een geslacht van rechtvleugeligen uit de familie Pyrgomorphidae. De wetenschappelijke naam van dit geslacht is voor het eerst geldig gepubliceerd in 1962 door Kevan.

## Soorten
Het geslacht Protanita omvat de volgende soorten:
- Protanita elongata Bolívar, 1912
- Protanita fusiformis Sjöstedt, 1929
- Protanita longiceps Bolívar, 1904